# Dębno (herb szlachecki)
Dębno – polski herb szlachecki, noszący zawołanie Dębno. Wzmiankowany w najstarszym zachowanym do dziś polskim herbarzu, Insignia seu clenodia Regis et Regni Poloniae, spisanym przez historyka Jana Długosza w latach 1464–1480. Dębno jest jednym z 47 herbów adoptowanych przez bojarów litewskich na mocy unii horodelskiej z 1413 roku.
Herb występował głównie wśród rodzin osiadłych w ziemi krakowskiej i sandomierskiej. Spośród najbardziej znanych rodów pieczętujących się herbem Dębno, należy wymienić Oleśnickich i Czaykowskich.
Dębna używał też Zbigniew Oleśnicki.

## Opis herbu

### Opis historyczny

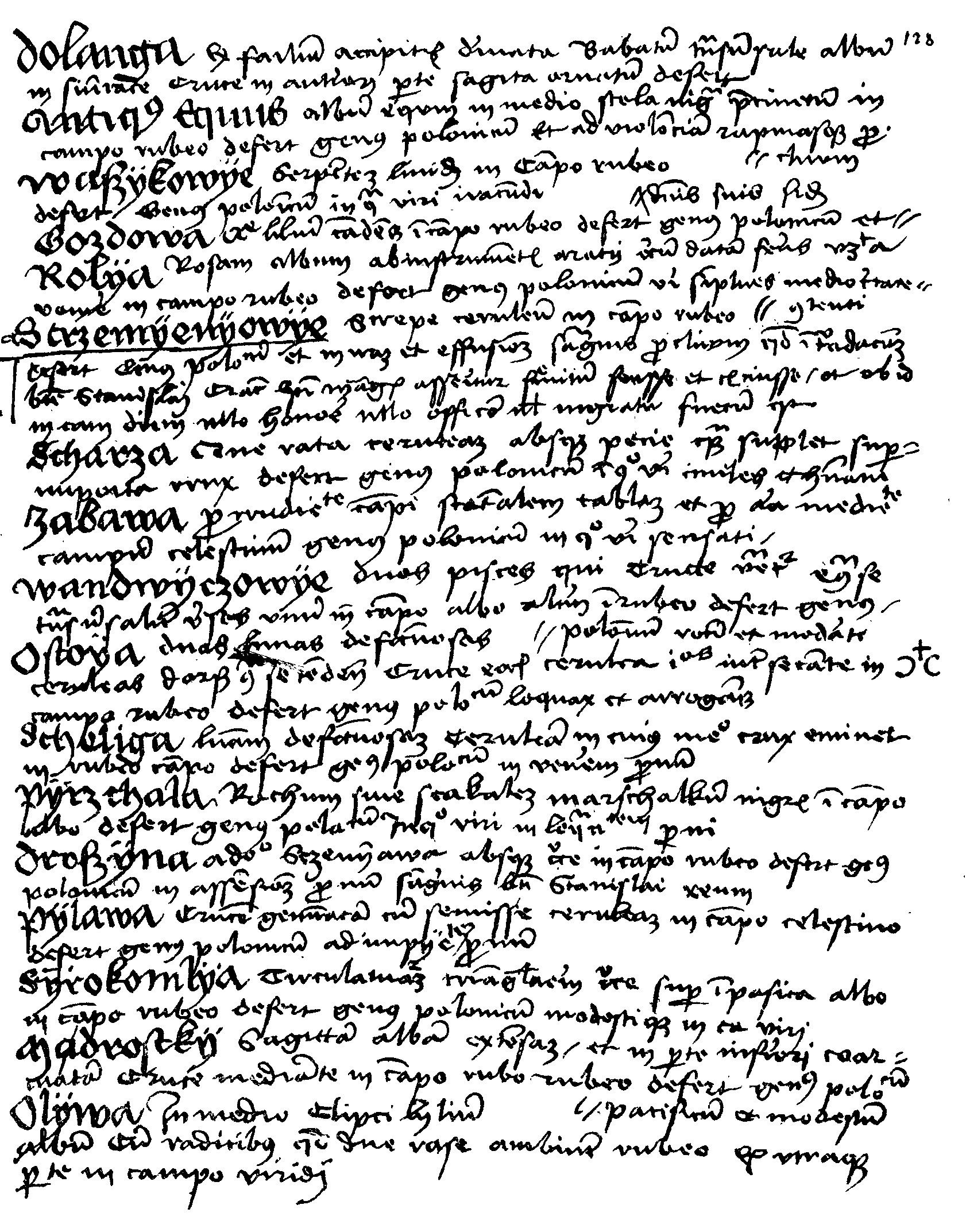
Jedna ze stron manuskryptów Jana Długosza, zawierająca opisy polskich herbów

Jan Długosz (1415–1480) blazonuje herb i opisuje herbownych następująco:

Dambno crucem albam, sub cuius extremo angulo tres circum ligature albę in modum stelle, que appellatur lankoczy in campo rubeo defert. Genus Polonicum, ex quo dum quidam per captivacionem in Tartaros deuenisset, moreąue gentis ex pluribus feminis Tataricis filios procreasset et filias, ipsosąue in reuersu secum traxisset, naturam tataricam et formam visi simt habuisse. Viri in hac domo audaces, yehementes et gulosi.

Po przetłumaczeniu:

Dębno, krzyż biały, pod którym na końcu w rogu trzy rogi białe jak gwiazda, która nazywa się łękawica, w polu czerwonym noszą. Rodzina polska, z której pewien mężczyzna trafił do Tatarów do niewoli, spłodził synów i córki z wielu kobiet rasy tatarskiej, a gdy z nimi powrócił, wydawał się mieć tatarski charakter i naturę. Ludzie w tym domu byli odważni, szaleni i żarłoczni.

Kasper Niesiecki, podając się na dzieła historyczne min. Szymona Okolskiego, Wojciecha Kojałowicza i Bartosza Paprockiego, podaje opis:

Ma być krzyż biały przez całą tarczą, tak w szerz jako i wzdłuż rozciągniony, na lewym jego boku spodem, Abdank biały w polu, czerwonem, kod herbem i koroną, między dwiema bawolimi rogami krzyż kościelny.

### Opis współczesny
Opis skonstruowany współcześnie brzmi następująco:
Na tarczy w polu czerwonem, krzyż srebrny z takąż łękawicą pod lewym ramieniem.
W klejnocie między dwoma rogami myśliwskimi krzyż trójlistny, srebrny, z promieniami pomiędzy ramionami.
Labry herbowe czerwone, podbite srebrem.

## Geneza

### Najwcześniejsze wzmianki
Aktem unii horodelskiej w 1413 r. herb Dębno został przeniesiony na Litwę. Ród Dębnów reprezentował i przywiesił do aktu swą pieczęć z tym herbem Dobiesław z Oleśnicy. Adoptowany został Wojciech Korejwa.
Najwcześniejsza zapiska sądowa z roku 1416.
Najstarsze pieczęcie: z 1406 Jana Oleśnickiego, sędziego ziemskiego, z 1422 Zbigniewa Oleśnickiego, z 1426 Zawiszy Oleśnickiego, podsędka ziemskiego sandomierskiego, z 1432 Golimunta Nadobowicza, starosty żmudzkiego, z 1500 Jana Siennieńskiego, podkomorzego sandomierskiego. W archiwach lwowskich miały się także znajdować pieczęcie z tym herbem: z 1431 Jana z Oleśnicy, marszałka wielkiego koronnego i z 1464 Jana z Oleska.
W kilku rękopisach zachował się herb Dębno jako znak ich właściciela. Liber Privilegiorum vencrabilis ecclesise cathedralis et dioecesis Cracoviensis, powstały po 1445 na jednej z kart przedstawia biskupa krakowskiego Zbigniewa Oleśnickiego adorującego Marię z Dzieciątkiem a obok herb rodowy. Należący do niego Pontyfikał z około 1430 również ozdobiono tym herbem.
Najwcześniejsze lokalne źródło heraldyczne wymieniające ten herb to wspomniane już wcześniej Insignia seu clenodia Regis et Regni Poloniae, datowane na lata 1464–1480. Autorem tego dzieła jest polski historyk, Jan Długosz.

### Ewolucja wizerunku
Wszystkie zapiski średniowieczne opisują herb ogólnie jako krzyż, a w nim łękawicę. Barwy herbu oraz położenie łękawicy względem krzyża miał opisać dopiero Długosz w Klejnotach: „Krzyż biały, pod którego lewem ramieniem biała łękawica w polu czerwonem”. W takiej postaci ustala się ten herb na późniejszych pieczęciach, nagrobkach i w herbarzach. Najdawniejsze wizerunki herbu Dębno, na pieczęciach i nagrobkach z pierwszej połowy XV wieku, wykazują wielką dowolność w umieszczaniu łękawicy w tarczy herbowej: pieczęć Jana Oleśnickiego, sędziego ziemskiego krakowskiego z 1406 ma łękawicę pod prawym – heraldycznie – ramieniem krzyża, na pomniku jego brata, wojewody sandomierskiego Dobiesława z Oleśnicy w kościele w Siennie, na tarczy umieszczonej u stóp rycerza łękawica znajduje się nad lewym ramieniem krzyża, jakkolwiek na chorągwi, którą na tym samym nagrobku trzyma św. Zygmunt, ma one położenie zwyczajne, tzn. pod lewym ramieniem. Herbarze Bergshammer, Klejnoty przedstawiają Dębno identycznie, tj. w polu czerwonym biały krzyż, pod którego lewym ramieniem łękawica biała.
Klejnot herbu widnieje na pieczęci z 1406 Jana z Oleśnicy i z 1422 należącej do Zbigniewa Oleśnickiego. Z wyobrażeń napieczętnych, a także z opisania pieczęci z 1451 wojewody sandomierskiego przez Jana Zamoyskiego wynika że klejnot Dębna był tautologiczny. Inaczej przedstawiony jest klejnot w Herbach rycerstwa polskiego Bartosza Paprockiego: na hełmie nakrytym koroną, pomiędzy dwoma rogami krzyż zakończony jak gdyby trójlistną koniczyną.

### Etymologia
Według Władysława Semkowicza zawołanie „Dębno” należy do grupy proklam o charakterze wybitnie topograficznym. Ma to potwierdzać fakt, że w 1416 występuje rycerz Wawrzyniec z Dębna, herbu Dębno. Miejscowości o nazwie Dębno (jedna z nich mogła dać początek zawołaniu herbu) jest w Polsce kilkanaście, jednakże w ziemi sandomierskiej, związanej z najdawniejszymi dziejami tego rodu, znajdują się obecnie trzy wsie tej nazwy: pod Lasocinem nad Wisłą (brak związków z tym rodem), pod Rakowem (w XV wieku należącym do Dębnów), a także wieś na północnych stokach pasma łysogórskiego, w odległości kilku kilometrów od klasztoru świętokrzyskiego (możliwe związki z Dębnami). Miała także być czwarta wieś Dębno w ziemi sandomierskiej, dziś nieistniejąca (leżała koło Ocina, pod wsią Góry wysokie; prawdopodobnie związana z Dębnami). Nie jest możliwe ustalenie, która z wsi udzieliła swej nazwy zawołaniu rodowemu, a która – odwrotnie, wzięła nazwę od proklamy.

### Legenda herbowa
Legendę herbową miał opisać Bartosz Paprocki w Gnieździe cnoty:

Kiedy w roku 1243 Tatarzy wpadli do Europy, najpierw złupili Polskę i zabrali z klasztoru na Łysej Górze pod Sandomierzem drzewo krzyża świętego, w złoto i kamienie drogie oprawne. Po dokonaniu tego świętokradztwa, zaczęły straszne dziesiątkować Tatarów choroby. Chan Tatarski zwołał wróżbitów, pytając ich, coby była za przyczyna tak wielkiej plagi. Wszyscy się na to zgodzili, że Bóg chrześcijański mści się za rabowanie kościołów, a kiedy w niewolę zabrany rycerz poświadczył, że to kara boża za skradzenie drzewa krzyża św., przestraszony chan coprędzej zaczął szukać kogoś, który by złupione relikwie z należnym poszanowanie do Polski odwiózł. Podjął się tej misyi znaczniejszy Tatarzyn w towarzystwie do niewoli zabranej Polki szlacheckiego rodu. Oddawszy święte drzewo Tatarzyn z namowy dziewicy przyjął wiarę chrześcijańską i pojął ją za żonę, a król obdarował ich zamkiem Dębno i rozległymi włościami, nadto w herbie krzyż nadał. W krótce rycerz ów tatarski na dworze królewskim wielce był respektowany, a gdy z jakiejś okazyi wyrzucał mu szlachcic pewien herbu Abdank nierówność pochodzenia, wyzwał go na pojedynek i jedynie z rozkazu królewskiego życie darował. Na pamiątkę tej dzielności przydany mu został w herbie Abdank obok krzyża.

Ten sam Paprocki, miał później zmienić tę opowieść o tyle, że ów rycerz przybyły do Polski miał nie być Tatarem, ale wziętym w niewolę Polakiem, a także że panna, którą poślubił miała być herbu Abdank, dziedziczką na Dębnie i stąd do herbu rycerza przedstawiającego krzyż za pozwoleniem królewskim przyłączono herb Abdank i od dziedzictwa owej panny nazwano powstały herb Dębnem.
Według innej wersji pochodzenie herbu odnoszono do roku 1384 i uważano, że to Litwini z Jagiełłą, księciem litewskim mieli podczas najazdu na Polskę złupić klasztor benedyktynów i zabrać relikwie św. krzyża. Zdobycz ta miała się znaleźć w rękach jednego z panów litewskich – Dowojny czy Donoja. Według Zbigniewa Leszczyca opowiadanie to jest jednak mało wiarygodne, bo Dowojnowie byli herbu Szeliga, a nie Dębno, sam zaś herb Dębno miał być znany znacznie dawniej niż za czasów Jagiełły. Należy nadmienić również, że główna linia rodu tj. Oleśnickich z Oleśnicy herbu Dębno notowana jest już 1359 r.
Filip Kallimach w napisanej przez siebie biografii Zbigniewa Oleśnickiego (Vita et mors Sbignei cardinalis) wywiódł pochodzenie herbu Dębno od Deombrotusa, rzekomego wnuka wspomnianego przez Herodota (IV, 120, 126, 127) władcy Scytów Idantyrsa (ok. 520 p.n.e.). Deombrotus miał objąć władzę nad Polakami i nauczyć ich podstaw cywilizacji, a od jego zniekształconego imienia miało wywodzić się nazwisko rodziny herbowej Dębno, do której należał także kardynał Oleśnicki.

## Herbowni

### Lista Tadeusza Gajla
Lista herbownych w artykule sporządzona została na podstawie wiarygodnych źródeł, zwłaszcza klasycznych i współczesnych herbarzy. Należy jednak zwrócić uwagę na częste zjawisko przypisywania rodom szlacheckim niewłaściwych herbów, szczególnie nasilone w czasie legitymacji szlachectwa przed zaborczymi heroldiami, co zostało następnie utrwalone w wydawanych kolejno herbarzach. Identyczność nazwiska nie musi oznaczać przynależności do danego rodu herbowego. Przynależność taką mogą bezspornie ustalić wyłącznie badania genealogiczne.
Pełna lista herbownych nie jest dziś możliwa do odtworzenia, także ze względu na zniszczenie i zaginięcie wielu akt i dokumentów w czasie II wojny światowej (m.in. w czasie powstania warszawskiego w 1944 spłonęło ponad 90% zasobu Archiwum Głównego w Warszawie, gdzie przechowywana była większość dokumentów staropolskich). Lista nazwisk znajdująca się w artykule pochodzi z Herbarza polskiego, Tadeusza Gajla (129 nazwisk). Występowanie na liście nazwiska nie musi oznaczać, że konkretna rodzina pieczętowała się herbem Dębno. Często te same nazwiska są własnością wielu rodzin reprezentujących wszystkie stany dawnej Rzeczypospolitej, tj. chłopów, mieszczan, szlachtę. Jest to jednakże dotychczas najpełniejsza lista herbownych, uzupełniana ciągle przez autora przy kolejnych wydaniach Herbarza. Tadeusz Gajl wymienia następujące nazwiska uprawnionych do używania herbu Dębno:
Rody litewskie zostały adoptowane po unii horodelskiej.
|  | Alechnowicz, Arfiński, Artwiński, Babiański, Babieński, Babiński, Baniewicz, Bidziński, Bielkiewicz, Bobiański, Bochotnicki, Boczarski, Bogucki, Boniakiewicz, Borowicki, Borowiecki, Brodzieniec, Ciemiński, Cieniński, Cimachowicz, Cimochowicz, Czajka, Czajkowski, Czayka, Czemiński, Czermieński, Czermiński, Czugajewski, Czuhajewski, Czymiński, Dackiewicz, Daćkiewicz, Daszkowski, Dębiński, Dębowiecki, Drawdzik, Drohiciński, Drohiczyński, Fabrycjusz, Gembarzewski, Gembarzowski, Gemborzewski, Głowacz, Golański, Golian, Gołogórski, Gołygórski, Goworzyński, Goydymowicz, Hnatkowski, Jasionkowski, Jurewicz, Jurjewicz Karzel, Karzeł, Kontowt, Korejwa, Koreywa, Krempski, Krępicki, Krępski, Krupanowski, Krzętowski, Krzyżanowski, Kuligowski, Legowicz, Lewon, Lewoń, Lipski, Łazicki, Łyśniewski, Mackiewicz, Mieliński, Mieloński, Mielwiński, Mizgier, Mizgir, Modzelański, Nadkowski, Nadobowicz, Najdakowski, Najkowski, Natkowski, Noskowski, Nowicki, Nowodworski, Olechnowicz, Oleski, Oleszyński, Oleśnicki, Pawłowski, Pękosławski, Piadziczowski, Piandziczewski, Piekarski, Piędziszowski, Pikarski, Pikiel, Pikturna, Pikturno, Pinczowski, Pińczowski, Potworowski, Pozowski, Pożoski, Pożowski, Przestankowski, Przestanowski, Rzeszowski, Sancygniowski, Siemieński, Siemiński, Sienieński, Sieniński, Siennowski, Sinnicki, Skroński, Staniszewski, Stański, Starnalski, Starnawski, Stojewski, Sulimowski, Szczepanowicz, Szymowicz, Tawrosiewicz, Turski, Zyra, Żyra. Tadeusz Gajl, Herbarz Polski |

### Pozostałe nazwiska
Jury Łyczkowski, na swojej stronie dotyczącej heraldyki, wspomina również o nazwiskach Ihnatowicz, Żyrkiewicz, Żywień .

## Odmiany
| Odmiany herbu Dębno |

## Galeria

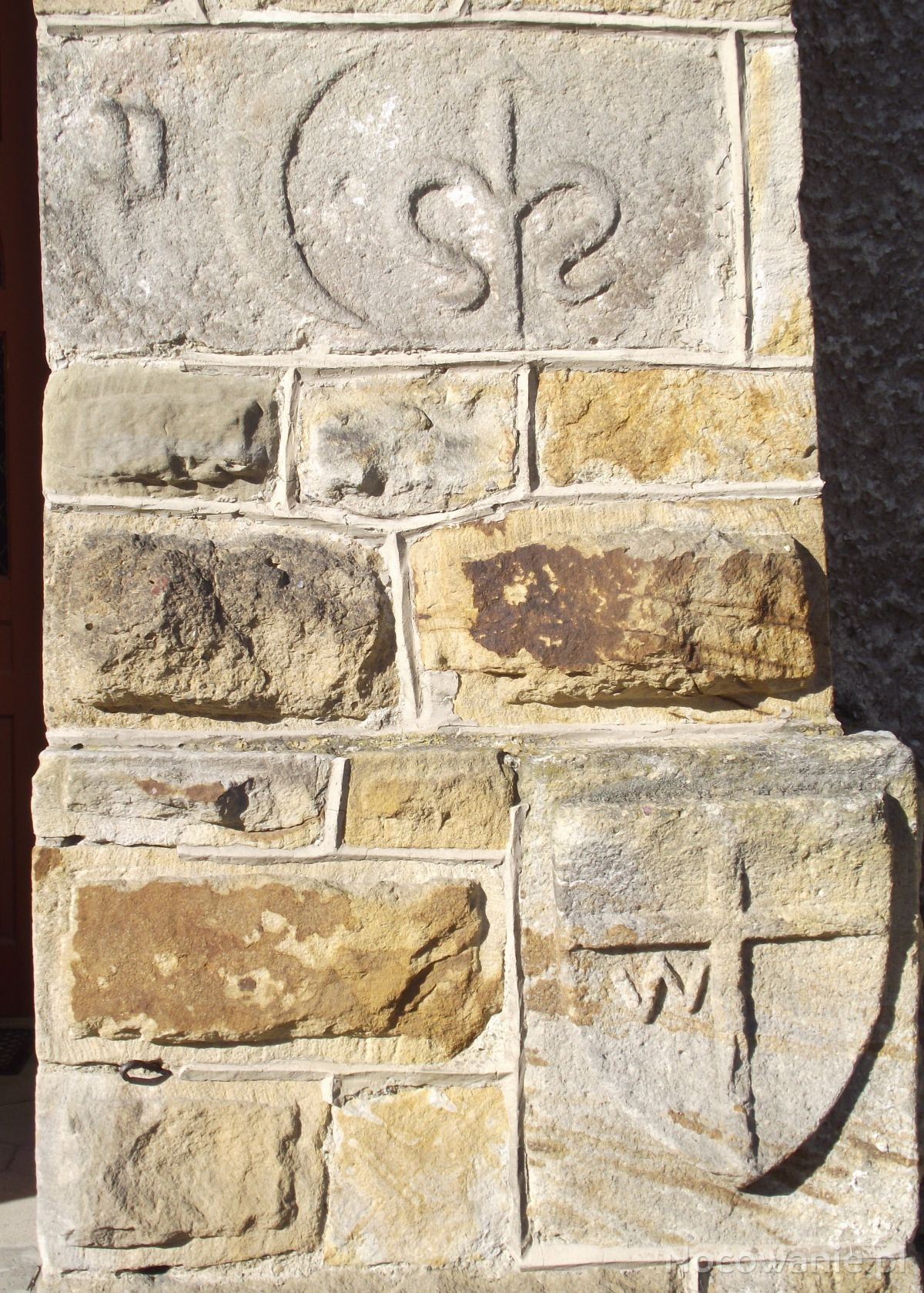
Herb Dębno w portalu budynku w Rymanowie
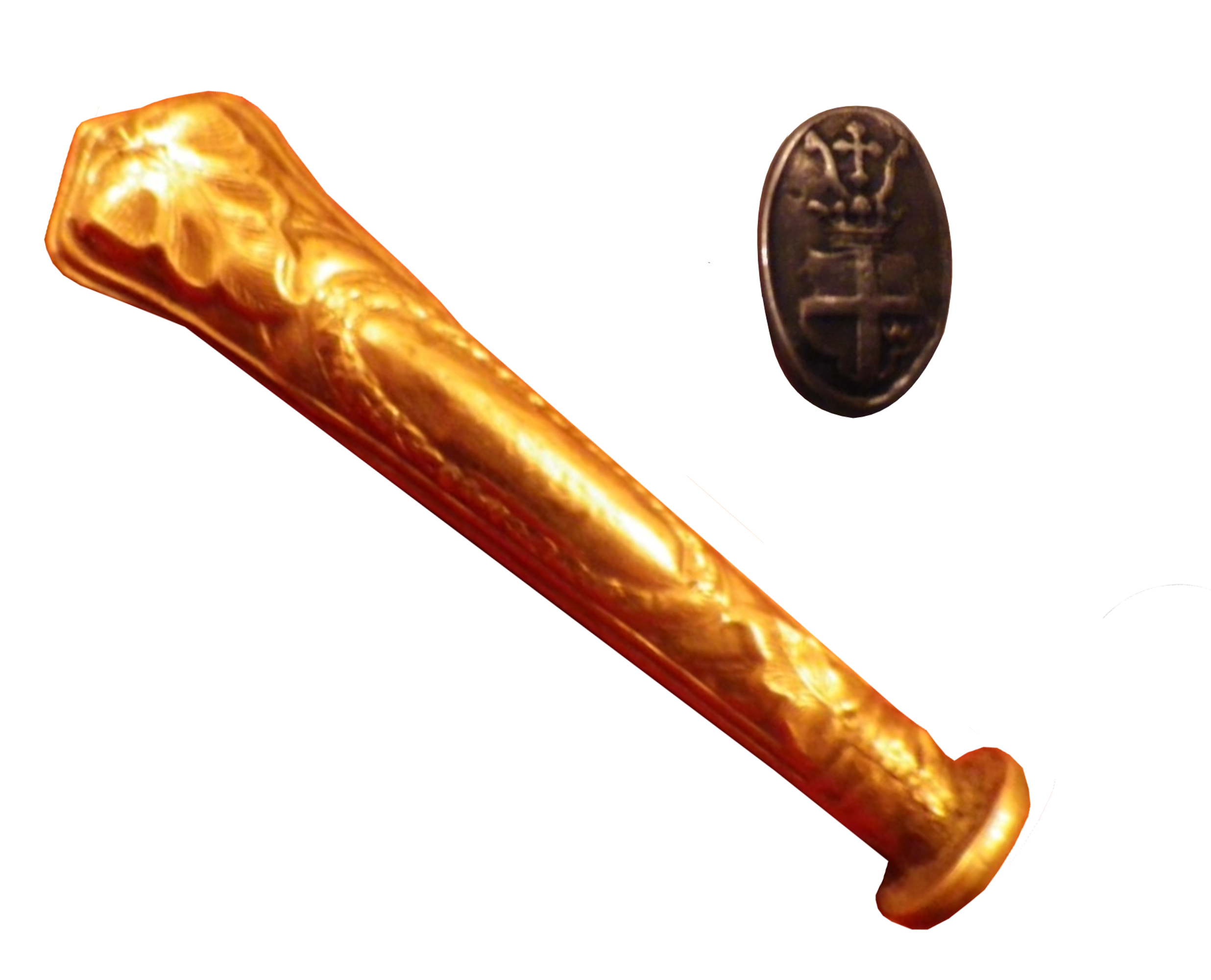
Pieczęć z herbem Dębno
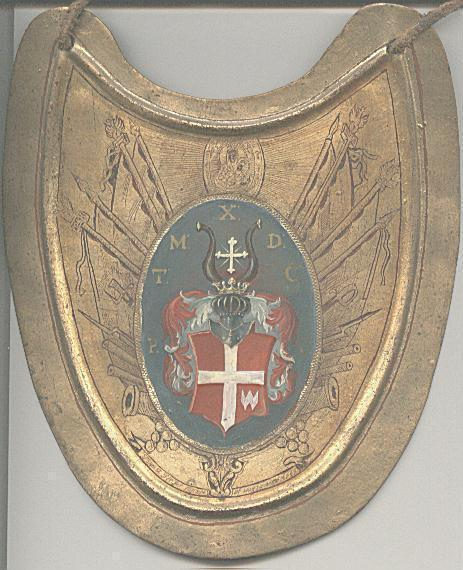
Ryngraf z herbem Dębno